# Liracraea epentroma
Liracraea epentroma är en snäckart. Liracraea epentroma ingår i släktet Liracraea och familjen kägelsnäckor.

## Underarter
Arten delas in i följande underarter:
- L. e. epentroma
- L. e. subantarctica
- L. e. whangaroaensis